# Lasioglossum nevadense
Lasioglossum nevadense är en biart som först beskrevs av Crawford 1907.  Lasioglossum nevadense ingår i släktet smalbin, och familjen vägbin. Inga underarter finns listade i Catalogue of Life.